# Oscar Dunn (journaliste)
Pour les articles homonymes, voir Oscar Dunn.
Oscar Dunn (né le 14 février 1845 à Coteau-du-Lac et décédé le 15 avril 1885 à Québec) est un journaliste et un lexicographe canadien.

## Biographie

### Jeunesse
Oscar Dunn est né le 14 février 1845 à Coteau-du-Lac de l'union du médecin William-Oscar Dunn et de Marie-Anne-Mathilde Beaudet. Ses parents décèdent tous deux durant l'année 1851à six mois d'intervalle. Alors âgés respectivement de quatre et six ans, la tutelle d'Oscar et de sa sœur est débattue au cours d'un procès opposant les grands-parents paternels et maternels, soit les Dunn, une famille protestante, et les Beaudet, une famille catholique. La Cour Supérieure accorde la garde à la famille Dunn, mais la cause est portée en appel par la famille Beaudet qui obtient finalement la tutelle des enfants.

### Formation et carrière
Oscar fait ses études au séminaire de Saint-Hyacinthe et, à l'âge de 17 ans, devient rédacteur pour le journal Le Courrier de Saint-Hyacinthe. Il complète sa formation en effectuant un stage en droit d'une durée de trois ans à Montréal. En 1868, il se rend en Europe où il voyagera durant deux ans. Pendant ce temps, il est correspondant pour le journal La Minerve et, lors de son séjour à Paris, il collabore au Journal de Paris. À son retour au Canada, sa carrière de journaliste se poursuit à La Minerve, un journal pour lequel il occupera le poste de rédacteur en chef,. En 1874, il occupe la même fonction au magazine hebdomadaire illustré L'Opinion publique. L'année suivante, en 1875, Oscar Dunn acquiert la Revue canadienne et, par le fait même, en devient le copropriétaire. En 1876, il occupe le poste de rédacteur-adjoint pour le Journal de l'Instruction publique. Il est ensuite secrétaire au département de l'Instruction Publique, un poste qu'il occupe jusqu'à sa mort en 1885.
Sa carrière journalistique est marquée d'événements notables dont l'affaire Guibord, un procès lié à l'Institut Canadien de Montréal, et la confédération canadienne. Dans les deux cas, sa position est plutôt conservatrice et il soutient les décisions du clergé, plus spécifiquement celles de Mgr Bouget, face aux idéologies libérales. En 1876, Oscar Dunn réunit certaines de ces publications journalistiques dans l'ouvrage Dix ans de journalisme.
Il est membre de la section francophone de la Société royale du Canada dès sa fondation en 1882. Homme de lettres, Oscar Dunn participe à divers club et cercles littéraires dont le Cénacle de la Rue d'Aiguillon, organisé par le docteur Louis-Prosper Bender pendant les années 1870, et le Club des 21, une association d'écrivains et d'artistes fondée à Québec en 1879.

### Fin de vie
Le 15 avril 1885, Oscar Dunn décède subitement d'un anévrisme alors qu'il se trouve au Club de la garnison à Québec,. Avant d'être inhumé à Coteau-du-Lac, le corps d'Oscar Dunn est accueilli à Montréal, un événement qui attire plusieurs personnalités littéraires et politiques de l'époque, entre autres, symbolisant ainsi la notoriété de l'homme.

## Publications
- 1870 : Pourquoi nous sommes français[10]
- 1871 : L’Union des catholiques
- 1875 : L'Amérique avant Christophe Colomb
- 1878 : Lectures pour tous
- 1876 : Dix ans de journalisme
- 1880 : Glossaire franco-canadien et vocabulaire de locutions vicieuses usitées au Canada

## Honneurs
- Le 28 juillet 1988, la Ville de Montréal nomme une rue en l'honneur d'Oscar Dunn[11]
- Le 11 juin 2002, la municipalité de Coteau-du-Lac nomme un parc en son honneur[12].